# Mistrzostwa Polski w Szermierce 2010
Mistrzostwa Polski w Szermierce 2010 - 81. edycja indywidualnie i 70. edycja drużynowych Mistrzostw Polski odbyła się w dniach 23-26 września 2011 roku w Sosnowcu. W zawodach wystartowało 399 zawodników i zawodniczek.

## Klasyfikacja medalowa
| Msc | Klub                    | złoto | srebro | brąz | Razem |
| --- | ----------------------- | ----- | ------ | ---- | ----- |
| 1.  | Sietom AZS AWFiS Gdańsk | 2     | 2      | 3    | 7     |
| 2.  | AZS AWF Katowice        | 2     | 2      | -    | 4     |
| 3.  | AZS AWF Warszawa        | 2     | 1      | 6    | 9     |
| 4.  | Wrocławianie            | 2     | 1      | -    | 3     |
| 5.  | OŚ AZS Poznań           | 1     | 1      | -    | 2     |
| 6.  | AZS AWF Wrocław         | 1     | -      | 2    | 3     |
| =   | TMS Sosnowiec           | 1     | -      | 2    | 3     |
| 8.  | Legia Warszawa          | 1     | -      | -    | 1     |
| 9.  | KKSz Konin              | -     | 2      | 2    | 4     |
| 10. | AZS AWF Kraków          | -     | 2      | -    | 2     |
| 11. | Budowlani Toruń         | -     | 1      | -    | 1     |
| 12. | Muszkieter Gliwice      | -     | -      | 2    | 2     |
| 13. | AZS AWF Poznań          | -     | -      | 1    | 1     |

## Medaliści

### kobiety
| Konkurencja:                         | Złoto:                                                                                      | Srebro:                                                                                   | Brąz:                                                                                               |
| Medalistki indywidualne              |                                                                                             |                                                                                           | |
| floret (startowało 45 zawodniczek)   | Karolina Chlewińska (Sietom AZS AWFiS Gdańsk)                                               | Sylwia Gruchała (Sietom AZS AWFiS Gdańsk)                                                 | Iwona Olbromska (Sietom AZS AWFiS Gdańsk) Marta Synoradzka (AZS AWF Poznań)                         |
| szabla (startowało 41 zawodniczek)   | Marta Wątor (TMS Sosnowiec)                                                                 | Bogna Jóźwiak (OŚ AZS Poznań)                                                             | Małgorzata Kozaczuk (AZS AWF Warszawa) Aleksandra Socha (AZS AWF Warszawa)                          |
| szpada (startowało 53 zawodniczek)   | Małgorzata Stroka (AZS AWF Warszawa)                                                        | Małgorzata Bereza (AZS AWF Katowice)                                                      | Ewa Nelip (AZS AWF Warszawa) Magdalena Piekarska (AZS AWF Warszawa)                                 |
| Medalistki drużynowe                 |                                                                                             |                                                                                           | |
| floret drużynowo (startowało 9 ekip) | Sietom I AZS AWF Gdańsk Sylwia Gruchała Karolina Chlewińska Anna Rybicka Katarzyna Kryczało | Budowlani I Toruń Marta Hausman Martyna Jelińska Patrycja Sarnowska                       | Sietom II AZS AWF Gdańsk Małgorzata Wojtkowiak Monika Paliszewska Marta Łyczbińska Hanna Łyczbińska |
| szabla drużynowo (startowało 7 ekip) | OŚ AZS Poznań Katarzyna Kędziora Bogna Jóźwiak Irena Więckowska Bogna Ziałacka              | AZS AWF I Warszawa Aleksandra Socha Małgorzata Kozaczuk Matylda Ostojska Izabela Sajewicz | TMS I Sosnowiec Marta Wątor Marta Puda Lidia Sołtys Katarzyna Szczypińska                           |
| szpada drużynowo (startowało 9 ekip) | AZS AWF I Warszawa Danuta Dmowska-Andrzejuk Ewa Nelip Małgorzata Stroka Magdalena Piekarska | AZS AWF I Katowice Małgorzata Bereza Julita Głowacka Dominika Mosler Martyna Szymańska    | AZS AWF Wrocław Blanka Błach Justyna Kaca Kamila Strug Karolina Marcinkowska                        |

### mężczyźni
| Konkurencja:                          | Złoto:                                                                                  | Srebro:                                                                           | Brąz:                                                                                        |
| Medaliści indywidualni                |                                                                                         |                                                                                   |                                                                                              |
| floret (startowało 50 zawodników)     | Leszek Rajski (Wrocławianie)                                                            | Michał Puzianowski (Wrocławianie)                                                 | Piotr Janda (Sietom AZS AWFiS Gdańsk) Marcin Zawada (AZS AWF Warszawa)                       |
| szabla (startowało 48 zawodników)     | Marcin Koniusz (AZS AWF Katowice)                                                       | Patryk Pałasz (KKSz Konin)                                                        | Albert Stanisławski (KKSz Konin) Mateusz Górski (KKSz Konin)                                 |
| szpada (startowało 48 zawodników)     | Piotr Sadowy (StSzerm Legia Warszawa)                                                   | Radosław Zawrotniak (AZS AWF Kraków)                                              | Paweł Krawczyk (Muszkieter Gliwice) Maciej Szumski (AZS AWF Wrocław)                         |
| Medaliści drużynowi                   |                                                                                         |                                                                                   |                                                                                              |
| floret drużynowo (startowało 11 ekip) | Wrocławianie Leszek Rajski Michał Puzianowski Radoslaw Pietrusiewicz Paweł Szumielewicz | Sietom AZS AWF I Gdańsk Piotr Janda Michał Janda Paweł Kawiecki Andrzej Witkowski | AZS AWF I Warszawa Marcin Zawada Wojciech Zabłocki Aleksander Szymański Michał Przybysławski |
| szabla drużynowo (startowało 7 ekip)  | AZS AWF Katowice Marcin Koniusz Jakub Ceranowicz Wojciech Marczak Bartosz Koniusz       | KKSz Konin Patryk Pałasz Albert Stanisławski Mateusz Górski Łukasz Gal            | TMS Sosnowiec Maciej Regulewski Damian Skubiszewski Bartosz Mazur Kamil Marzec               |
| szpada drużynowo (startowało 12 ekip) | AZS AWF Wrocław Michał Adamek Robert Andrzejuk Tomasz Motyka Maciej Szumski             | AZS AWF Kraków Karol Kostka Piotr Kruczek Michał Sobieraj Radosław Zawrotniak     | Muszkieter I Gliwice Filip Broniszewski Mateusz Capaja Paweł Krawczyk Łukasz Rokosz          |